# Carl Rålamb
Carl Fredrik Rålamb, född 26 augusti 1795 i Norra Strö församling, Kristianstads län, död 19 december 1876 i Drevs församling, Kronobergs län, var en svensk friherre, militär och hovman.

## Biografi
Carl Rålamb föddes 1795 på Strö i Norra Strö socken. Han var son till ryttmästaren friherre  Sigfrid Rålamb vid Livregementet till häst och friherrinnan Brita Christina Sack. Rålamb blev 29 maj 1801 sergeant vid Jönköpings regemente, 30 september 1813 kvartermästare vid Skånska karabinjärregementet, 27 november 1813 konstituerad kornett och 11 januari 1814 konfirmerad kornett. Han avlade 1814 officersexamen och blev 12 maj 1819 andrelöjtnant. Rålamb blev 30 maj 1834 ryttmästare, 30 april 1838 kammarherre och tilldelades 4 juli 1841 riddare av Svärdsorden. Han tog 17 september 1845 avsked ur krigstjänst och tilldelades 28 januari 1859 riddare av Carl XIII:s orden. Rålamb blev 28 januari 1868 hovmarskalk. Han avled 1876 på Braås i Drevs socken.

### Familj
Rålamb gifte sig 9 augusti 1838 på Barsebäck med grevinnan Lotten Hamilton (1810–1888), dotter till hovmarskalken greve Gustaf Hamilton och grevinnan Fredrika Bonde af Björnö. De fick tillsammans barnen Christina Fredrika Rålamb (1839–1839), Charlotta Rålamb (1842–1842), Emerentia Rålamb (1844–1940) som var gift med godsägaren greve Rudolf Johan Cederström, Hedvig Christina Johanna Rålamb (1845–1860) och Sofia Rålamb (1848–1925) som var gift med sin kusin, underlöjtnanten friherre Sigfrid Albrekt Rålamb och sin svåger, godsägaren friherre Erik Axel Rålamb.